# خطاب صليب الذهب
ألقى وليام جينينغز برايان، وهو ممثل سابق للولايات المتحدة من نبراسكا، خطاب الصليب الذهبي، في المؤتمر الوطني الديمقراطي في شيكاغو في 9 يوليو 1896. وفي الخطاب، أيد بريان النظرة الفوقية أو «الفضة الحرة»، والتي يعتقد أنها جلب الأمة الازدهار. شجب المعيار الذهبي، وختم الخطاب، «يجب ألا تصلب البشرية على صليب من الذهب». وقد ساعده عنوان بريان على ترشيح الحزب الديمقراطي للرئاسة. تعتبر واحدة من أعظم الخطب السياسية في التاريخ الأمريكي.
لمدة عشرين عاما، كان الأميركيون منقسمين بشدة حول المعيار النقدي للبلاد. إن المعيار الذهبي، الذي كانت الولايات المتحدة تعمل به فعليًا منذ عام 1873، حد من المعروض من النقود، لكنه خفف التجارة مع الدول الأخرى، مثل المملكة المتحدة، التي استندت عملتها أيضًا إلى الذهب. ومع ذلك، يعتقد العديد من الأمريكيين أن المعدنين (تقديم كل من المناقصة القانونية للذهب والفضة) كان ضروريًا للصحة الاقتصادية للبلاد. كثف الذعر المالي عام 1893 النقاشات، وعندما واصل الرئيس الديمقراطي غروفر كليفلاند دعم معيار الذهب ضد إرادة معظم حزبه، أصبح الناشطون مصممين على تسلم منظمة الحزب الديمقراطي وترشيح مرشح يدعم الفضة عام 1896.
براين كان الحصان الاسود المرشح مع القليل من الدعم في الاتفاقية. الكلمة التي ألقاها في ختام مناقشة برنامج الحزب، مكهرب الاتفاقية عموما الفضل في الحصول عليه الترشيح لمنصب الرئيس. إلا أنه خسر الانتخابات العامة إلى وليام ماكينلي والولايات المتحدة رسميا اعتماد معيار الذهب في عام 190

## النقدية والمعايير الولايات المتحدة
في يناير 1791، بناء على طلب الكونغرس، أصدر وزير الخزانة ألكسندر هاميلتون تقريرا عن العملة. في ذلك الوقت، لم يكن هناك نعناع في الولايات المتحدة. استخدمت العملات الأجنبية. اقترح هاملتون نظامًا نقديًا قائمًا على الثنائيات، حيث ستكون العملة الجديدة مساوية لمقدار معين من الذهب، أو كمية أكبر من الفضة. في ذلك الوقت كان وزن معين من الذهب يساوي حوالي 15 مرة بنفس المقدار من الفضة. على الرغم من أن هاملتون أدرك أن التعديل قد يكون مطلوبًا من وقت لآخر بسبب تقلب أسعار المعادن الثمينة، إلا أنه يعتقد أنه لو تم تعريف وحدة القيمة الخاصة بالبلاد فقط من خلال واحد من اثنين من المعادن الثمينة المستخدمة في العملات، فإن الآخر سوف ينحدر إلى حالة مجرد البضائع، غير قابلة للاستخدام كمخزن للقيمة. كما اقترح إنشاء دار سك النقود، والتي يمكن للمواطنين فيها تقديم الذهب أو الفضة، واستعادتها، وضربها في المال. في 2 أبريل 1792، أصدر الكونغرس قانون النعناع لعام 1792. حدد هذا التشريع وحدة قيمة للأمة الجديدة، تعرف باسم الدولار. تم تعريف وحدة العملة الجديدة بأنها تساوي 24.75 حبة (1.604 جم) من الذهب، أو بدلاً من ذلك 371.25 حبة (24.057 جم) من الفضة، مما يثبت نسبة من القيمة بين الذهب والفضة بنسبة 15: 1. أنشأ التشريع أيضا النعناع من الولايات المتحدة.
 .
.